# Rodney Heath
Rodney Wilfred Heath (15 tháng 6 năm 1884 – 26 tháng 10 năm 1936) là một cựu vận động viên quần vợt người Úc.

## Cuộc sống
Heath là con trai thứ hai của F. W. Heath là người bấm đồng hồ tính giờ tại Victorian Racing Club và Victorian Amateur Turf Club. Anh trai của Rodney là C. V. Heath vô địch nội dung đơn nam giải South Australian năm 1902. Vào tháng 6 năm 1915, Heath rời Australia để gia nhập Royal Flying Corps ở Anh. Ông đã được thăng cấp bậc 2 năm sau đó. Năm 1916, Heath bị thương khi ông hạ cánh xuống máy bay sau khi bay vào cơn bão tuyết trên đường từ Anh sang Pháp.

## Sự nghiệp
Heath là nhà vô địch nội dung đơn nam Australasian Championships năm 1905 sau khi đánh bại Albert Curtis sau 4 set. 5 năm sau, năm 1910, ông lại vô địch sau khi đánh bại Horace Rice sau 3 set.
Năm 1911, ông thi đấu giải Davis Cup tại vòng challenge ở New Zealand trước Hoa Kỳ và đánh bại William Larned sau 4 set.
Năm 1919, ông vào vòng chung kết nội dung đôi nam giải Wimbledon với Randolph Lycett.

## Qua đời
Vào ngày 26 tháng 10 năm 1936, 9 tháng trước ngày sinh nhật thứ 53, Heath được phát hiện là đã qua đời trong phòng ngủ tại nhà của chị ông ở Melbourne, Úc. Người ta nói rằng Heath qua đời vì khối u ác tính trong dạ dày.

## Chung kết

### Đơn: 2 (2 danh hiệu)
| Kết quả | Năm  | Giải đấu                   | Mặt sân | Đối thủ       | Tỷ số              |        |
| ------- | ---- | -------------------------- | ------- | ------------- | ------------------ | ------ |
| Vô địch | 1905 | Australasian Championships | Cỏ      | Arthur Curtis | 4–6, 6–3, 6–4, 6–4 | [ 11 ] |
| Vô địch | 1910 | Australasian Championships | Cỏ      | Horace Rice   | 6–4, 6–3, 6–2      | [ 11 ] |

### Đôi: 5 (3 danh hiệu, 2 á quân)
| Kết quả | Năm  | Giải đấu                   | Mặt sân | Đồng đội           | Đối thủ                          | Tỷ số              |        |
| ------- | ---- | -------------------------- | ------- | ------------------ | -------------------------------- | ------------------ | ------ |
| Vô địch | 1906 | Australasian Championships | Cỏ      | Anthony Wilding    | Cecil C. Cox Harry Parker        | 6–2, 6–4, 6–2      | [ 12 ] |
| Á quân  | 1910 | Australasian Championships | Cỏ      | James O'Day        | Ashley Campbell Horace Rice      | 3–6, 3–6, 2–6      | [ 13 ] |
| Vô địch | 1911 | Australasian Championships | Cỏ      | Randolph Lycett    | John Addison Norman Brookes      | 6–2, 7–5, 6–0      | [ 14 ] |
| Vô địch | 1914 | Australasian Championships | Cỏ      | Arthur O'Hara Wood | Ashley Campbell Gerald Patterson | 5–7, 6–3, 3–6, 3–6 | [ 13 ] |
| Á quân  | 1919 | Wimbledon                  | Cỏ      | Randolph Lycett    | Pat O'Hara-Wood Ronald Thomas    | 4–6, 2–6, 6–4, 2–6 | [ 15 ] |